# Aprisió
L'aprisió (del llatí apprehensio o aprisio, "apropiació") (en castellà presura) és l'ocupació d'una terra erma i que no té cap propietari per tal de cultivar-la. Aquest fenomen es va produir a la península Ibèrica almenys entre el segle viii i el segle x.
Grans superfícies de terres sense propietari foren aprisiades per colons o repobladors que hi arribaven amb l'esperança d'esdevenir-ne propietaris. De vegades posteriorment intentaren d'obtenir la confirmació règia o comtal a fi de tenir major fermesa legal i posseir la terra en «franc alou», del qual, tanmateix, havien de pagar el delme eclesiàstic.

## Evolució
Aquest fenomen inicialment espontani i particular esdevingué també un sistema dels poders públics cristians per a dur a terme la tasca de colonització, concretant-ne les modalitats, els requisits per a efectuar-la, el títol de propietat que adjudicava, etc.
A la Gòtia l'aprisió de terres tingué una caracterització pròpia determinada per la conquesta dels francs i un major grau d'intervencionisme oficial, en ésser formalitzades les aprisions de terres per preceptes regis. El model franc de les aprisions de terres del segle viii fou seguit durant el següent segle per la intervenció comtal, on l'aprisió de terres la realitzava tant un simple home lliure, com un magnat, un monestir o el mateix comte, donant lloc a explotacions territorials grans, mitjanes o petites en funció de la condició social i les possibilitats dels aprisiadors inicials.
A la Catalunya vella concretament l'aplicació del dret d'aprisió es va efectuar sobretot entre els segles VIII i X, sota la direcció i empara del poder comtal per tal de facilitar la repoblació del país. Aquest fenomen va facilitar l'aparició de moltes explotacions pageses familiars de petites dimensions i amb la plena propietat de les terres com a alou.
Posteriorment, les terres fronteres despoblades s'anaren exhaurint i el procés conqueridor s'esdevingué sobre unitats polítiques establertes, les taifes islàmiques, de manera que la propietat de les terres conquerides revertia directament en els magnats que les havien conquerides, que les cedien en feu a vassalls inferiors els quals les feien colonitzar amb pagesos, o provaven d'atraure'ls concedint franqueses i furs. Tot i així, a la Catalunya Nova encara es documenten algunes terres com a aprisiades, reclamant-ne per tant la propietat lliure i plena .

## Terminologia
L'«aprisiador» era qui aprisiava les terres.